# Stars on Stevie
Stars on Stevie is een medley van Stars on 45 uit 1982 die is samengesteld uit nummers van de Amerikaanse zanger Stevie Wonder.
De single werd uitgeroepen tot Alarmschijf in 1982 en  bereikte zowel in Nederland als in België een plaats bij de beste 6. Stars on Stevie was goed voor de toekenning van de Conamus Exportprijs, wat een jaar eerder ook al gebeurde met de single Stars on 45.

## Samenstelling
| Lied                            | 7" single | 12" single |
| ------------------------------- | --------- | ---------- |
| Uptight (Everything's alright)  | 0:36      | 0:36       |
| My cherie amour                 | 0:25      | 0:25       |
| Yester-me, yester-you yesterday | 0:05      | 0:05       |
| Master blaster                  | 0:23      | 0:23       |
| You are the sunshine of my live | 0:28      | 0:28       |
| Isn't she lovely?               | 0:35      | 0:35       |
| Stars on jingle                 | 0:07      | 0:07       |
| Sir Duke                        | 0:07      | 0:07       |
| I wish                          | 0:18      | 0:18       |
| I was made to love her          | 0:35      | 0:45       |
| For once in my life             | 0:30      | 0:30       |
| Superstition                    | 0:27      | 0:27       |
| Sir Duke                        | -         | 0:17       |
| Don't you worry 'bout a thing   | -         | 0:33       |
| A place in the sun              | -         | 0:28       |
| Fingertips                      | 0:44      | 1:12       |
| Totale duur                     | 4:58      | 7:26       |

## Hitnoteringen

### Nederland en België
| Nederlandse Top 40: 30-01-1982 t/m 20-03-1982 | Nederlandse Top 40: 30-01-1982 t/m 20-03-1982 | Nederlandse Top 40: 30-01-1982 t/m 20-03-1982 | Nederlandse Top 40: 30-01-1982 t/m 20-03-1982 | Nederlandse Top 40: 30-01-1982 t/m 20-03-1982 | Nederlandse Top 40: 30-01-1982 t/m 20-03-1982 | Nederlandse Top 40: 30-01-1982 t/m 20-03-1982 | Nederlandse Top 40: 30-01-1982 t/m 20-03-1982 | Nederlandse Top 40: 30-01-1982 t/m 20-03-1982 | Nederlandse Top 40: 30-01-1982 t/m 20-03-1982 |
| Week:                                         | 1                                             | 2                                             | 3                                             | 4                                             | 5                                             | 6                                             | 7                                             | 8                                             |                                               |
| --------------------------------------------- | --------------------------------------------- | --------------------------------------------- | --------------------------------------------- | --------------------------------------------- | --------------------------------------------- | --------------------------------------------- | --------------------------------------------- | --------------------------------------------- | --------------------------------------------- |
| Positie                                       | 25                                            | 15                                            | 11                                            | 8                                             | 6                                             | 6                                             | 16                                            | 35                                            | uit                                           |

| Nederlandse Nationale Hitparade: 06-02-1982 t/m 20-03-1982 | Nederlandse Nationale Hitparade: 06-02-1982 t/m 20-03-1982 | Nederlandse Nationale Hitparade: 06-02-1982 t/m 20-03-1982 | Nederlandse Nationale Hitparade: 06-02-1982 t/m 20-03-1982 | Nederlandse Nationale Hitparade: 06-02-1982 t/m 20-03-1982 | Nederlandse Nationale Hitparade: 06-02-1982 t/m 20-03-1982 | Nederlandse Nationale Hitparade: 06-02-1982 t/m 20-03-1982 | Nederlandse Nationale Hitparade: 06-02-1982 t/m 20-03-1982 | Nederlandse Nationale Hitparade: 06-02-1982 t/m 20-03-1982 |
| Week:                                                      | 1                                                          | 2                                                          | 3                                                          | 4                                                          | 5                                                          | 6                                                          | 7                                                          |                                                            |
| ---------------------------------------------------------- | ---------------------------------------------------------- | ---------------------------------------------------------- | ---------------------------------------------------------- | ---------------------------------------------------------- | ---------------------------------------------------------- | ---------------------------------------------------------- | ---------------------------------------------------------- | ---------------------------------------------------------- |
| Positie:                                                   | 11                                                         | 7                                                          | 11                                                         | 12                                                         | 12                                                         | 24                                                         | 39                                                         | uit                                                        |

| Vlaamse Top 30: 13-02-1982 t/m 03-04-1982 | Vlaamse Top 30: 13-02-1982 t/m 03-04-1982 | Vlaamse Top 30: 13-02-1982 t/m 03-04-1982 | Vlaamse Top 30: 13-02-1982 t/m 03-04-1982 | Vlaamse Top 30: 13-02-1982 t/m 03-04-1982 | Vlaamse Top 30: 13-02-1982 t/m 03-04-1982 | Vlaamse Top 30: 13-02-1982 t/m 03-04-1982 | Vlaamse Top 30: 13-02-1982 t/m 03-04-1982 | Vlaamse Top 30: 13-02-1982 t/m 03-04-1982 | Vlaamse Top 30: 13-02-1982 t/m 03-04-1982 |
| Week:                                     | 1                                         | 2                                         | 3                                         | 4                                         | 5                                         | 6                                         | 7                                         | 8                                         |                                           |
| ----------------------------------------- | ----------------------------------------- | ----------------------------------------- | ----------------------------------------- | ----------------------------------------- | ----------------------------------------- | ----------------------------------------- | ----------------------------------------- | ----------------------------------------- | ----------------------------------------- |
| Positie:                                  | 13                                        | 11                                        | 6                                         | 6                                         | 9                                         | 14                                        | 16                                        | 38                                        | uit                                       |

### Noteringen in andere landen
| Land                   | pieknotering |
| ---------------------- | ------------ |
| Ierland                | 10           |
| Verenigd Koninkrijk    | 14           |
| VS (Billboard Hot 100) | 28           |
| Nieuw-Zeeland          | 31           |